# Aaron Spears
Aaron Darnell Spears (Washington, 10 luglio 1971) è un attore statunitense.

## Biografia
Dal 2009 Interpreta Justin Barber nella soap opera statunitense Beautiful. I suoi precedenti lavori televisivi includono ruoli in Bones, Criminal Minds e Shark - Giustizia a tutti i costi.

## Televisione
- Angel - serie TV
- X-Files (The X-Files) – serie TV, episodio 9x12 (2002)
- Bones - serie TV
- Criminal Minds - serie TV
- Shark - Giustizia a tutti i costi (Shark) - serie TV
- Castle – serie TV, episodio 2x21 (2010)
- Beautiful - soap opera (2009-oggi) - Justin Barber

## Doppiatori italiani
Nelle versioni in italiano delle opere in cui ha recitato, Aaron Spears è stato doppiato da:
- Franco Mannella in Beautiful, NCIS: Los Angeles
- Massimo Bitossi in X-Files
- Corrado Conforti in CSI: Miami
- Roberto Gammino in Criminal Minds
- Alessandro Budroni in NCIS - Unità anticrimine
- Stefano Mondini in Castle
- Walter Rivetti in The Rookie